# Pinggirsari (Ponorogo)
Pinggirsari is een bestuurslaag in het regentschap Ponorogo van de provincie Oost-Java, Indonesië. Pinggirsari telt 1451 inwoners (volkstelling 2010).